# Badminton bei den Indischen Nationalspielen 2022
Bei den Indischen Nationalspielen 2022 wurden vom 1. bis zum 6. Oktober 2022 in Surat im Badminton fünf Einzelwettbewerbe und ein Teamwettkampf ausgetragen.

## Medaillengewinner
| Disziplin    | Gold                                      | Silber                                             | Bronze                                     |
| ------------ | ----------------------------------------- | -------------------------------------------------- | ------------------------------------------ |
| Herreneinzel | B. Sai Praneeth                           | Mithun Manjunath                                   | Raghu Mariswamy                            |
| Herreneinzel | B. Sai Praneeth                           | Mithun Manjunath                                   | Aryamann Tandon                            |
| Dameneinzel  | Aakarshi Kashyap                          | Malvika Bansod                                     | Tanya Hemanth                              |
| Dameneinzel  | Aakarshi Kashyap                          | Malvika Bansod                                     | Aditi Bhatt                                |
| Herrendoppel | P. S. Ravikrishna Sankarprasad Udayakumar | Hariharan Amsakarunan Ruban Kumar Rethinasabapathi | H. V. Nithin Vaibhaav                      |
| Herrendoppel | P. S. Ravikrishna Sankarprasad Udayakumar | Hariharan Amsakarunan Ruban Kumar Rethinasabapathi | Shyam Prasad Subramanian Sunjith           |
| Damendoppel  | Siki Reddy Gayathri Gopichand             | Shikha Gautam Ashwini Bhat                         | Kavya Gupta Khushi Gupta                   |
| Damendoppel  | Siki Reddy Gayathri Gopichand             | Shikha Gautam Ashwini Bhat                         | Mehreen Riza Arathi Sara Sunil             |
| Mixed        | K. Sai Pratheek Ashwini Ponnappa          | Rohan Kapoor Kanika Kanwal                         | Subramanian Sunjith Gowri Krishna T. R.    |
| Mixed        | K. Sai Pratheek Ashwini Ponnappa          | Rohan Kapoor Kanika Kanwal                         | Hariharan Amsakarunan Nardhana Ravishankar |
| Mannschaft   | Telangana                                 | Kerala                                             | Karnataka                                  |
| Mannschaft   | Telangana                                 | Kerala                                             | Gujarat                                    |